# Орора (Колорадо)
Орора (енгл. Aurora) трећи је по величини град у америчкој савезној држави Колорадо. Број становника по попису из 2007. године је 309.416.

## Демографија
По попису из 2010. године број становника је 325.078, што је 48.685 (17,6%) становника више него 2000. године.
|                   | 2010.            | 2000.            |
| Укупно            | 325 078 (100,0%) | 276 393 (100,0%) |
| Белци             | 153 715 (47,29%) | 163 599 (59,19%) |
| Хиспаноамериканци | 93 263 (28,69%)  | 54 764 (19,81%)  |
| Афроамериканци    | 51 196 (15,75%)  | 37 104 (13,42%)  |
| Азијати           | 16 086 (4,948%)  | 12 066 (4,366%)  |
| Остали            | 10 818 (3,328%)  | 8 860 (3,206%)   |

## Партнерски градови
- Сонгнам
- Зјелона Гора